# Bendis
Bendis är ett släkte av fjärilar. Bendis ingår i familjen nattflyn.

## Dottertaxa tillBendis, i alfabetisk ordning[1]
- Bendis aemylia
- Bendis aenaria
- Bendis arrosa
- Bendis bayamona
- Bendis bowreyi
- Bendis brevimarginata
- Bendis camptogramma
- Bendis cinerea
- Bendis detrahens
- Bendis duplicans
- Bendis formularis
- Bendis fufius
- Bendis fusifascia
- Bendis gentilis
- Bendis griseipennis
- Bendis hinna
- Bendis impar
- Bendis inopia
- Bendis irregularis
- Bendis limonia
- Bendis magdalia
- Bendis nigrilunata
- Bendis pannisca
- Bendis poaphiloides
- Bendis postica
- Bendis pulverosa
- Bendis thara
- Bendis tremularis
- Bendis umbrata
- Bendis umbrifera